# 天通苑站
天通苑站是北京地铁5号线上的一座车站，位于北京市昌平区天通苑北街道立汤路、太平庄中二街交叉口北侧。車站色調為藍色及綠色。

## 位置
5号线车站位于立汤路西侧，天通北苑一区与天通西苑三区靠南的位置，沿立汤路呈南北向布置。建设中的13-18北段贯通线车站位于立汤路与太平庄中二街交叉路口东侧，沿太平庄中二街呈东西向布置。

## 结构
这座车站为高架车站，侧式站台设计。
| 地上二层 站台层 | 侧式站台，右側開门        | 侧式站台，右側開门           |
| 地上二层 站台层 | 5号线往天通苑北（終點站） |                              |
| 地上二层 站台层 | 5号线往宋家庄（天通苑南） |                              |
| 地上二层 站台层 | 侧式站台，右側開门        |                              |
| 地面层 站厅层   | 站厅                      | 出入口、客服中心、进出站闸机 |

- 天通苑站高架车站（2018年10月摄）
- 車站站廳（2018年11月摄）
- 天通苑站站内（2013年10月摄）

## 出入口
5号线天通苑站设2个出入口：A（北），B（南）；13-18北段贯通线天通苑站计划设5个出入口：C、D、E、F、F2，其中换乘通道天桥由C出入口附近引出，接入5号线车站。
与5号线A出入口连接的天桥因与建设中的安立路高架桥匝道高程冲突，预计将于2025年拆除。
|                           |                |                                                                          |      |  |
| 編號                      | 指示           | 建議前往的目的地                                                         | 照片 |  |
| 出口 · A · 无障碍通道标志 | 立汤路（西侧） | 天通西苑3区、天通西苑2区、天通苑北一区                                   |      |  |
| 出口 · B                  | 立汤路（西侧） | 太平庄中二街（北侧）、天通西苑3区、天通西苑2区、天通苑学校、天通苑北一区 |      |  |
| 註： 設有                 |                |                                                                          |      |  |

## 历史

### 5号线

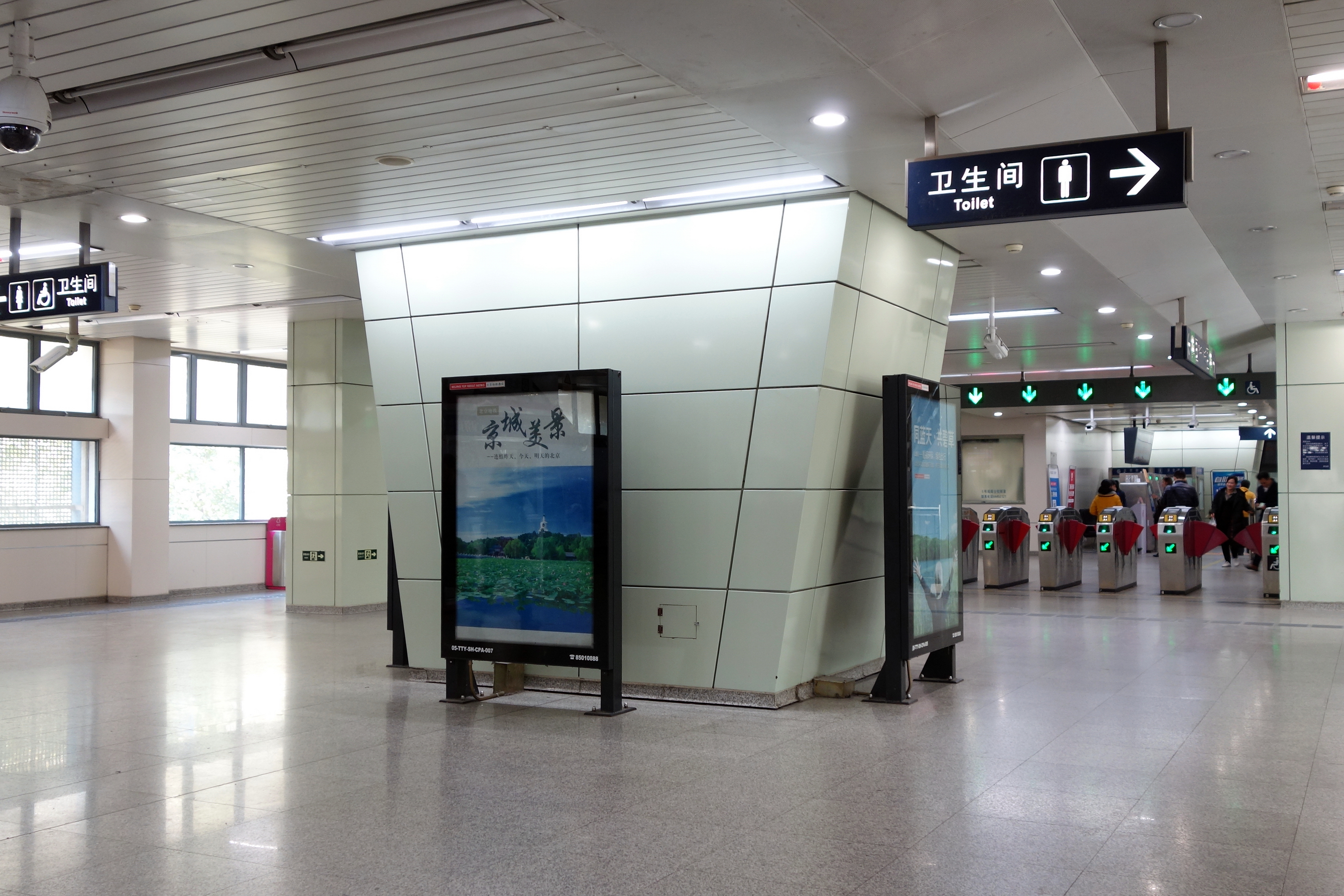
天通苑站是5号线开工后增加的站点，当时区间的主体桥墩已建成，站厅内留有经装修的梯形状桥墩柱。

天通苑站并不在规划之中，直至5号线开工之后都是如此。有很多天通苑网民开始呼吁增设一站。2005年8月，规划委收到相关信息并且开始论证在太平庄北站和南站之间增设“太平庄站”并得出从技术上增设该站完全可以。2005年8月24日《法制晚报》发布《地铁5号线再增一站》，正式确认增设“太平庄站”。而增设该站，北京市政府为此增加了7000万人民币的投入。
2005年10月，该站的两个备选站名“天通苑站”和“太平庄站”开始公示，最终定名为天通苑站。

### 13A线

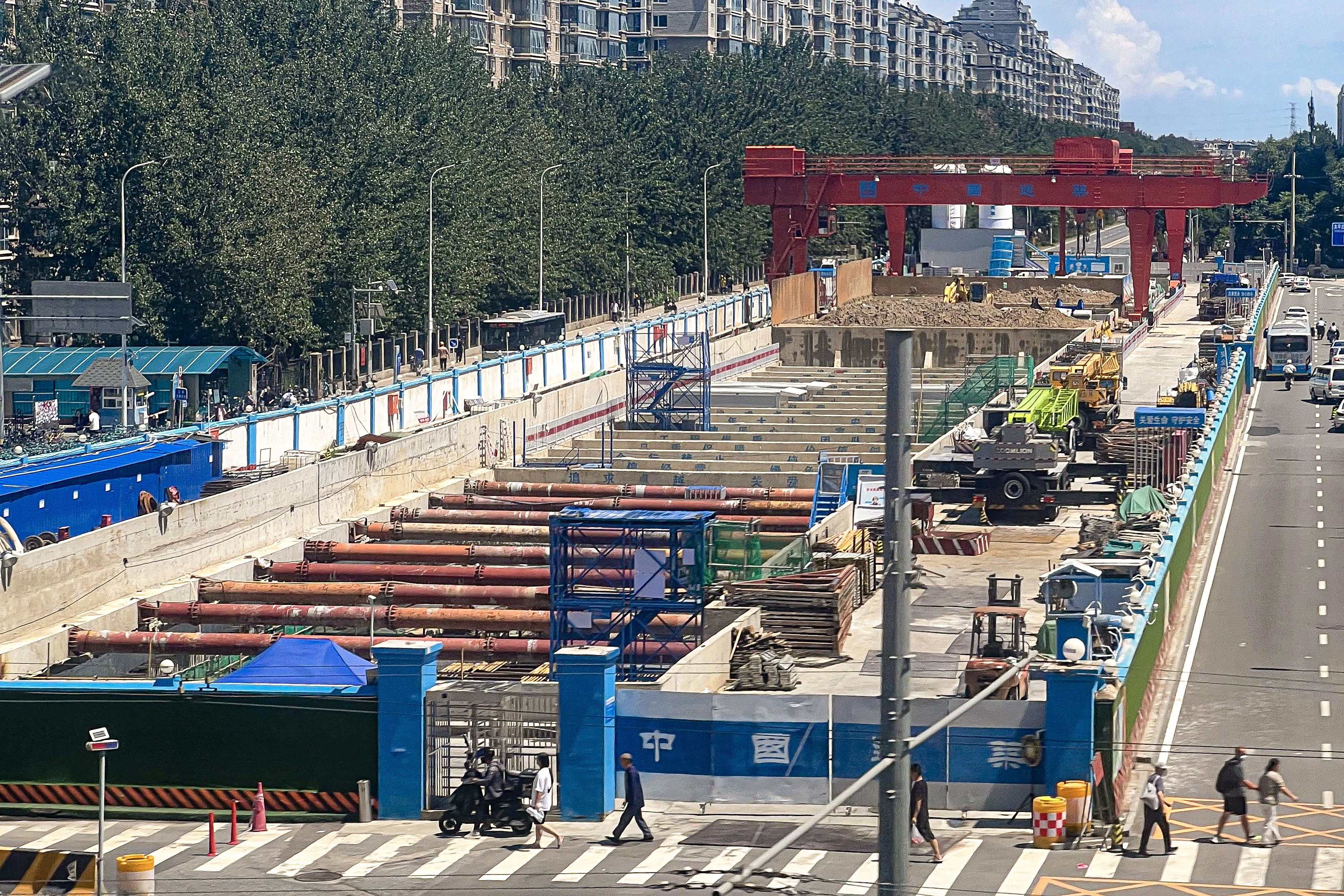
建设中的13A线天通苑站（2024年8月）

13A线天通苑站于2022年11月14日开工建设。
2024年8月11日，13A线天通苑站主体结构封顶。

## 車站週邊
- 天通苑
- 長庚醫療財團法人北京清华长庚医院